# 秦慶武 (1903年)
秦慶武（1903年1月22日—1937年10月17日），別名炬冬。湖南省瀏陽縣豐裕鄉，黃埔軍校第六期步科畢業。為淞滬會戰中陣亡的士官。

## 生平
早年入湘系唐生智部，後唐生智率領湘系第四師投靠廣州國民政府，改名為國民革命軍第八軍並參與北伐戰爭。1927年3月第八軍下轄之第二師擴編為國民革命軍第三十五軍軍長何鍵，秦在何鍵部任連長，同年入黃埔軍校第六期步科就讀。1935年任國民革命軍第二十八軍十九師第一一三團團長。1937年7月爆發七七事變國民革命軍第二十八軍投入淞滬會戰，所屬之第十九師駐守寧波，擔任鎮海一帶的防衛工作，十九師在此時被抽出改編成國民革命軍第七十軍，10月17日秦慶武與張季麟、歐鑫全體官兵一千四百人在堅守陣地時全數殉國。死後國民政府追授少將銜。